# Phyllopetalia stictica
Phyllopetalia stictica é uma espécie de libelinha da família Austropetaliidae.
É endémica do Chile.
Os seus habitats naturais são: rios.
Está ameaçada por perda de habitat.